# Abobomefia
Abobomefia (Agbogbomefia) é o título do chefe do Estado de Asorgli, na região do Volta, em Gana. Foi ocupado hereditariamente por onze indivíduos até 1905, o que sugere que a dinastia reinante está no poder a ao menos 200 anos antes dessa data. O atual titular é Togbe Afede XIV. A adaga usada por Togbe Cacla para fugir de Notse pertence à regalia dos abobomefias.